# Cotia Palmera-2
Cotia Palmera es un cultivar de higuera de tipo higo común Ficus carica, unífera (con una sola cosecha por temporada, los higos de otoño), con higos de epidermis con color de fondo verde a verde claro, y con sobre color marrón claro rojizo difuso alrededor del ostiolo en mancha irregular, con lenticelas en una cantidad escasa de un tamaño mediano de color blanco. Se cultiva en la isla de La Palma,  archipiélago de las Islas Canarias (España).

## Sinonimia
- “Colorada Palmera”,[5][3][6][7]

## Historia
Según las crónicas de los primeros exploradores que llegaron al archipiélago de las islas Canarias, ya atestiguaron de la presencia de higueras y del consumo de higos en su dieta cotidiana, por parte de la población aborigen de Gran Canaria.
El uso de los términos 'Cotia', para designar una variedad de higuera, y 'cotio', para nombrar los higos que ésta produce, han sido hallados en fuentes documentales y bibliográficas fechadas entre 1779 y 1903, y se reduce en la actualidad a las islas de El Hierro y La Palma. En las islas de Tenerife y Gran Canaria se considera más común el empleo de las denominaciones 'Cota' y 'Coto', mientras en la isla de Lanzarote es la de 'Gota'.
La variedad 'Cotia Palmera' está localizada en la isla de La Palma, donde es conocida y cultivada, aunque en lugares muy localizados, presentando 2 variedades diferenciadas en el color de su epidermis (una blanca y otra colorada) y algunas características más.
El « Instituto Canario de Investigaciones Agrarias » (ICIA), organismo autónomo dependiente del Gobierno de Canarias, en una iniciativa que se inscribe en el Programa de Cooperación Transnacional Madeira-Azores-Canarias (MAC 2007-2013), y en el proyecto AGRICOMAC, destinado a fomentar el uso de variedades tradicionales en el sector agrícola de la Macaronesia, estudia variedades de higuera con gran potencial productivo y comercial para la implantación de su cultivo en las islas Canarias.
Es de destacar la importancia histórica de este frutal en la isla de La Palma en la que se evidencia su plantación en la mayoría de sus medianías, y sobre todo en las de sotavento, la zona resguardada de la incidencia de los vientos alisios. La higuera, como cualquier propiedad en siglos pasados, era un bien de importancia y aparecían atestiguadas en testamentos donde los beneficiados heredaban estos frutales como un bien patrimonial de gran estima; un hecho perfectamente entendible debido a su gran valor nutricional como higos pasos en periodos de penuria alimentaria.

## Características
La higuera 'Cotia Palmera' es una variedad unífera de tipo higo común de una sola cosecha por temporada, los higos de otoño. Árbol de vigorosidad elevada, y un buen desarrollo en terrenos favorables, copa esparcida. Sus hojas son de 5 lóbulos en su mayoría, tienen un lóbulo central ancho, con pequeños lóbulos laterales, tiene un grado de profundidad del lóbulo marcado; la forma de la base de la hoja es calcariforme, con Longitud x Anchura: 17,42 x 15,84 cm, siendo su área (en cm²) intermedia, con long. peciolo/long. hoja:0,52; con dientes presentes solo en los márgenes superiores, siendo el margen crenado; densidad de pelos en el haz intermedia y densidad de pelos en el envés densa, con nerviación aparente y color verde; Peciolo de longitud larga con un grosor 5,98 mm, forma redondeada de color verde claro. 'Cotia Palmera' tiene un desprendimiento de higos medio, con un rendimiento productivo mediano y periodo de cosecha medio. La yema apical cónica de color verde amarillento.
Los frutos de la higuera 'Cotia Palmera' tienen forma (indice) oblonga, la forma puede variar según la localización, siendo su diámetro máximo piriforme, con la forma en el ápice redondeada. Los higos son de tamaño mediano con un peso promedio de 25,02 gr, sus frutos son de una anchura mediana y longitud larga, no son simétricos en la forma, y ni uniformes en las dimensiones, cuello largo; cuya epidermis es de textura áspera, de firmeza media, color de fondo verde a verde claro, y con sobre color marrón claro rojizo difuso alrededor del ostiolo en mancha irregular, con lenticelas en una cantidad escasa de un tamaño mediano de color blanco; Ostiolo de anchura mediana, gota de miel ausente, con escamas ostiolares medianas de un color diferente al de la piel, semi adheridas a la piel, resistencia al desprendimiento es resistente; Pedúnculo con forma corto grueso y longitud promedio de 4,66 mm; grietas longitudinales alta; Costillas intermedias; con un grosor de la carne-receptáculo de 6,36 mm con una ligera coloración, con una pulpa de color rosa a rojo, sabor dulce, aromático, poco jugoso, con un % de sólidos solubles totales muy alto; con cavidad interna pequeña a intermedia, con aquenios de un tamaño mediano a grande, en una cantidad intermedia; los frutos maduran sobre inicios de agosto a finales de septiembre. Cosecha con rendimiento productivo mediano, y periodo de cosecha mediano. Son de fácil pelado.

## Cultivo
'Cotia Palmera', se utiliza en alimentación humana, y en alimentación animal. Se está tratando de recuperar su cultivo en las islas Canarias.
El cultivo de las higueras en general dentro de España, Extremadura es la región con mayor superficie cultivada, en torno a las 5.300 hectáreas de un total de 11.629 has. Le siguen en extensión de cultivo islas Baleares con 2.287 has, Andalucía con 1.874 has, Galicia con 638 has, Comunidad Valenciana con 242 has, y Canarias con 290 has.